# 1503
Portal Geschichte | Portal Biografien | Aktuelle Ereignisse | Jahreskalender | Tagesartikel

◄ |
15. Jahrhundert |
16. Jahrhundert
| 17. Jahrhundert | ►

◄ |
1470er |
1480er |
1490er |
1500er
| 1510er | 1520er | 1530er | ►

◄◄ |
◄ |
1499 |
1500 |
1501 |
1502 |
1503
| 1504 | 1505 | 1506 | 1507 | ► | ►►
Staatsoberhäupter  · Nekrolog · Kunstjahr · Literaturjahr · Musikjahr   · Wissenschaftsjahr
| Januar | Januar | Januar | Januar | Januar | Januar | Januar | Januar |
| Kw     | Mo     | Di     | Mi     | Do     | Fr     | Sa     | So     |
| ------ | ------ | ------ | ------ | ------ | ------ | ------ | ------ |
| 52     |        |        |        |        |        |        | 1      |
| 1      | 2      | 3      | 4      | 5      | 6      | 7      | 8      |
| 2      | 9      | 10     | 11     | 12     | 13     | 14     | 15     |
| 3      | 16     | 17     | 18     | 19     | 20     | 21     | 22     |
| 4      | 23     | 24     | 25     | 26     | 27     | 28     | 29     |
| 5      | 30     | 31     |        |        |        |        |        |

| Februar | Februar | Februar | Februar | Februar | Februar | Februar | Februar |
| Kw      | Mo      | Di      | Mi      | Do      | Fr      | Sa      | So      |
| ------- | ------- | ------- | ------- | ------- | ------- | ------- | ------- |
| 5       |         |         | 1       | 2       | 3       | 4       | 5       |
| 6       | 6       | 7       | 8       | 9       | 10      | 11      | 12      |
| 7       | 13      | 14      | 15      | 16      | 17      | 18      | 19      |
| 8       | 20      | 21      | 22      | 23      | 24      | 25      | 26      |
| 9       | 27      | 28      |         |         |         |         |         |

| März | März | März | März | März | März | März | März |
| Kw   | Mo   | Di   | Mi   | Do   | Fr   | Sa   | So   |
| ---- | ---- | ---- | ---- | ---- | ---- | ---- | ---- |
| 9    |      |      | 1    | 2    | 3    | 4    | 5    |
| 10   | 6    | 7    | 8    | 9    | 10   | 11   | 12   |
| 11   | 13   | 14   | 15   | 16   | 17   | 18   | 19   |
| 12   | 20   | 21   | 22   | 23   | 24   | 25   | 26   |
| 13   | 27   | 28   | 29   | 30   | 31   |      |      |

| April | April | April | April | April | April | April | April |
| Kw    | Mo    | Di    | Mi    | Do    | Fr    | Sa    | So    |
| ----- | ----- | ----- | ----- | ----- | ----- | ----- | ----- |
| 13    |       |       |       |       |       | 1     | 2     |
| 14    | 3     | 4     | 5     | 6     | 7     | 8     | 9     |
| 15    | 10    | 11    | 12    | 13    | 14    | 15    | 16    |
| 16    | 17    | 18    | 19    | 20    | 21    | 22    | 23    |
| 17    | 24    | 25    | 26    | 27    | 28    | 29    | 30    |

| Mai | Mai | Mai | Mai | Mai | Mai | Mai | Mai |
| Kw  | Mo  | Di  | Mi  | Do  | Fr  | Sa  | So  |
| --- | --- | --- | --- | --- | --- | --- | --- |
| 18  | 1   | 2   | 3   | 4   | 5   | 6   | 7   |
| 19  | 8   | 9   | 10  | 11  | 12  | 13  | 14  |
| 20  | 15  | 16  | 17  | 18  | 19  | 20  | 21  |
| 21  | 22  | 23  | 24  | 25  | 26  | 27  | 28  |
| 22  | 29  | 30  | 31  |     |     |     |     |

| Juni | Juni | Juni | Juni | Juni | Juni | Juni | Juni |
| Kw   | Mo   | Di   | Mi   | Do   | Fr   | Sa   | So   |
| ---- | ---- | ---- | ---- | ---- | ---- | ---- | ---- |
| 22   |      |      |      | 1    | 2    | 3    | 4    |
| 23   | 5    | 6    | 7    | 8    | 9    | 10   | 11   |
| 24   | 12   | 13   | 14   | 15   | 16   | 17   | 18   |
| 25   | 19   | 20   | 21   | 22   | 23   | 24   | 25   |
| 26   | 26   | 27   | 28   | 29   | 30   |      |      |

| Juli | Juli | Juli | Juli | Juli | Juli | Juli | Juli |
| Kw   | Mo   | Di   | Mi   | Do   | Fr   | Sa   | So   |
| ---- | ---- | ---- | ---- | ---- | ---- | ---- | ---- |
| 26   |      |      |      |      |      | 1    | 2    |
| 27   | 3    | 4    | 5    | 6    | 7    | 8    | 9    |
| 28   | 10   | 11   | 12   | 13   | 14   | 15   | 16   |
| 29   | 17   | 18   | 19   | 20   | 21   | 22   | 23   |
| 30   | 24   | 25   | 26   | 27   | 28   | 29   | 30   |
| 31   | 31   |      |      |      |      |      |      |

| August | August | August | August | August | August | August | August |
| Kw     | Mo     | Di     | Mi     | Do     | Fr     | Sa     | So     |
| ------ | ------ | ------ | ------ | ------ | ------ | ------ | ------ |
| 31     |        | 1      | 2      | 3      | 4      | 5      | 6      |
| 32     | 7      | 8      | 9      | 10     | 11     | 12     | 13     |
| 33     | 14     | 15     | 16     | 17     | 18     | 19     | 20     |
| 34     | 21     | 22     | 23     | 24     | 25     | 26     | 27     |
| 35     | 28     | 29     | 30     | 31     |        |        |        |

| September | September | September | September | September | September | September | September |
| Kw        | Mo        | Di        | Mi        | Do        | Fr        | Sa        | So        |
| --------- | --------- | --------- | --------- | --------- | --------- | --------- | --------- |
| 35        |           |           |           |           | 1         | 2         | 3         |
| 36        | 4         | 5         | 6         | 7         | 8         | 9         | 10        |
| 37        | 11        | 12        | 13        | 14        | 15        | 16        | 17        |
| 38        | 18        | 19        | 20        | 21        | 22        | 23        | 24        |
| 39        | 25        | 26        | 27        | 28        | 29        | 30        |           |

| Oktober | Oktober | Oktober | Oktober | Oktober | Oktober | Oktober | Oktober |
| Kw      | Mo      | Di      | Mi      | Do      | Fr      | Sa      | So      |
| ------- | ------- | ------- | ------- | ------- | ------- | ------- | ------- |
| 39      |         |         |         |         |         |         | 1       |
| 40      | 2       | 3       | 4       | 5       | 6       | 7       | 8       |
| 41      | 9       | 10      | 11      | 12      | 13      | 14      | 15      |
| 42      | 16      | 17      | 18      | 19      | 20      | 21      | 22      |
| 43      | 23      | 24      | 25      | 26      | 27      | 28      | 29      |
| 44      | 30      | 31      |         |         |         |         |         |

| November | November | November | November | November | November | November | November |
| Kw       | Mo       | Di       | Mi       | Do       | Fr       | Sa       | So       |
| -------- | -------- | -------- | -------- | -------- | -------- | -------- | -------- |
| 44       |          |          | 1        | 2        | 3        | 4        | 5        |
| 45       | 6        | 7        | 8        | 9        | 10       | 11       | 12       |
| 46       | 13       | 14       | 15       | 16       | 17       | 18       | 19       |
| 47       | 20       | 21       | 22       | 23       | 24       | 25       | 26       |
| 48       | 27       | 28       | 29       | 30       |          |          |          |

| Dezember | Dezember | Dezember | Dezember | Dezember | Dezember | Dezember | Dezember |
| Kw       | Mo       | Di       | Mi       | Do       | Fr       | Sa       | So       |
| -------- | -------- | -------- | -------- | -------- | -------- | -------- | -------- |
| 48       |          |          |          |          | 1        | 2        | 3        |
| 49       | 4        | 5        | 6        | 7        | 8        | 9        | 10       |
| 50       | 11       | 12       | 13       | 14       | 15       | 16       | 17       |
| 51       | 18       | 19       | 20       | 21       | 22       | 23       | 24       |
| 52       | 25       | 26       | 27       | 28       | 29       | 30       | 31       |

| Januar | Januar | Januar | Januar | Januar | Januar | Januar | Januar |
| Kw     | Mo     | Di     | Mi     | Do     | Fr     | Sa     | So     |
| ------ | ------ | ------ | ------ | ------ | ------ | ------ | ------ |
| 52     |        |        |        |        |        |        | 1      |
| 1      | 2      | 3      | 4      | 5      | 6      | 7      | 8      |
| 2      | 9      | 10     | 11     | 12     | 13     | 14     | 15     |
| 3      | 16     | 17     | 18     | 19     | 20     | 21     | 22     |
| 4      | 23     | 24     | 25     | 26     | 27     | 28     | 29     |
| 5      | 30     | 31     |        |        |        |        |        |

| Februar | Februar | Februar | Februar | Februar | Februar | Februar | Februar |
| Kw      | Mo      | Di      | Mi      | Do      | Fr      | Sa      | So      |
| ------- | ------- | ------- | ------- | ------- | ------- | ------- | ------- |
| 5       |         |         | 1       | 2       | 3       | 4       | 5       |
| 6       | 6       | 7       | 8       | 9       | 10      | 11      | 12      |
| 7       | 13      | 14      | 15      | 16      | 17      | 18      | 19      |
| 8       | 20      | 21      | 22      | 23      | 24      | 25      | 26      |
| 9       | 27      | 28      |         |         |         |         |         |

| März | März | März | März | März | März | März | März |
| Kw   | Mo   | Di   | Mi   | Do   | Fr   | Sa   | So   |
| ---- | ---- | ---- | ---- | ---- | ---- | ---- | ---- |
| 9    |      |      | 1    | 2    | 3    | 4    | 5    |
| 10   | 6    | 7    | 8    | 9    | 10   | 11   | 12   |
| 11   | 13   | 14   | 15   | 16   | 17   | 18   | 19   |
| 12   | 20   | 21   | 22   | 23   | 24   | 25   | 26   |
| 13   | 27   | 28   | 29   | 30   | 31   |      |      |

| April | April | April | April | April | April | April | April |
| Kw    | Mo    | Di    | Mi    | Do    | Fr    | Sa    | So    |
| ----- | ----- | ----- | ----- | ----- | ----- | ----- | ----- |
| 13    |       |       |       |       |       | 1     | 2     |
| 14    | 3     | 4     | 5     | 6     | 7     | 8     | 9     |
| 15    | 10    | 11    | 12    | 13    | 14    | 15    | 16    |
| 16    | 17    | 18    | 19    | 20    | 21    | 22    | 23    |
| 17    | 24    | 25    | 26    | 27    | 28    | 29    | 30    |

| Mai | Mai | Mai | Mai | Mai | Mai | Mai | Mai |
| Kw  | Mo  | Di  | Mi  | Do  | Fr  | Sa  | So  |
| --- | --- | --- | --- | --- | --- | --- | --- |
| 18  | 1   | 2   | 3   | 4   | 5   | 6   | 7   |
| 19  | 8   | 9   | 10  | 11  | 12  | 13  | 14  |
| 20  | 15  | 16  | 17  | 18  | 19  | 20  | 21  |
| 21  | 22  | 23  | 24  | 25  | 26  | 27  | 28  |
| 22  | 29  | 30  | 31  |     |     |     |     |

| Juni | Juni | Juni | Juni | Juni | Juni | Juni | Juni |
| Kw   | Mo   | Di   | Mi   | Do   | Fr   | Sa   | So   |
| ---- | ---- | ---- | ---- | ---- | ---- | ---- | ---- |
| 22   |      |      |      | 1    | 2    | 3    | 4    |
| 23   | 5    | 6    | 7    | 8    | 9    | 10   | 11   |
| 24   | 12   | 13   | 14   | 15   | 16   | 17   | 18   |
| 25   | 19   | 20   | 21   | 22   | 23   | 24   | 25   |
| 26   | 26   | 27   | 28   | 29   | 30   |      |      |

| Juli | Juli | Juli | Juli | Juli | Juli | Juli | Juli |
| Kw   | Mo   | Di   | Mi   | Do   | Fr   | Sa   | So   |
| ---- | ---- | ---- | ---- | ---- | ---- | ---- | ---- |
| 26   |      |      |      |      |      | 1    | 2    |
| 27   | 3    | 4    | 5    | 6    | 7    | 8    | 9    |
| 28   | 10   | 11   | 12   | 13   | 14   | 15   | 16   |
| 29   | 17   | 18   | 19   | 20   | 21   | 22   | 23   |
| 30   | 24   | 25   | 26   | 27   | 28   | 29   | 30   |
| 31   | 31   |      |      |      |      |      |      |

| August | August | August | August | August | August | August | August |
| Kw     | Mo     | Di     | Mi     | Do     | Fr     | Sa     | So     |
| ------ | ------ | ------ | ------ | ------ | ------ | ------ | ------ |
| 31     |        | 1      | 2      | 3      | 4      | 5      | 6      |
| 32     | 7      | 8      | 9      | 10     | 11     | 12     | 13     |
| 33     | 14     | 15     | 16     | 17     | 18     | 19     | 20     |
| 34     | 21     | 22     | 23     | 24     | 25     | 26     | 27     |
| 35     | 28     | 29     | 30     | 31     |        |        |        |

| September | September | September | September | September | September | September | September |
| Kw        | Mo        | Di        | Mi        | Do        | Fr        | Sa        | So        |
| --------- | --------- | --------- | --------- | --------- | --------- | --------- | --------- |
| 35        |           |           |           |           | 1         | 2         | 3         |
| 36        | 4         | 5         | 6         | 7         | 8         | 9         | 10        |
| 37        | 11        | 12        | 13        | 14        | 15        | 16        | 17        |
| 38        | 18        | 19        | 20        | 21        | 22        | 23        | 24        |
| 39        | 25        | 26        | 27        | 28        | 29        | 30        |           |

| Oktober | Oktober | Oktober | Oktober | Oktober | Oktober | Oktober | Oktober |
| Kw      | Mo      | Di      | Mi      | Do      | Fr      | Sa      | So      |
| ------- | ------- | ------- | ------- | ------- | ------- | ------- | ------- |
| 39      |         |         |         |         |         |         | 1       |
| 40      | 2       | 3       | 4       | 5       | 6       | 7       | 8       |
| 41      | 9       | 10      | 11      | 12      | 13      | 14      | 15      |
| 42      | 16      | 17      | 18      | 19      | 20      | 21      | 22      |
| 43      | 23      | 24      | 25      | 26      | 27      | 28      | 29      |
| 44      | 30      | 31      |         |         |         |         |         |

| November | November | November | November | November | November | November | November |
| Kw       | Mo       | Di       | Mi       | Do       | Fr       | Sa       | So       |
| -------- | -------- | -------- | -------- | -------- | -------- | -------- | -------- |
| 44       |          |          | 1        | 2        | 3        | 4        | 5        |
| 45       | 6        | 7        | 8        | 9        | 10       | 11       | 12       |
| 46       | 13       | 14       | 15       | 16       | 17       | 18       | 19       |
| 47       | 20       | 21       | 22       | 23       | 24       | 25       | 26       |
| 48       | 27       | 28       | 29       | 30       |          |          |          |

| Dezember | Dezember | Dezember | Dezember | Dezember | Dezember | Dezember | Dezember |
| Kw       | Mo       | Di       | Mi       | Do       | Fr       | Sa       | So       |
| -------- | -------- | -------- | -------- | -------- | -------- | -------- | -------- |
| 48       |          |          |          |          | 1        | 2        | 3        |
| 49       | 4        | 5        | 6        | 7        | 8        | 9        | 10       |
| 50       | 11       | 12       | 13       | 14       | 15       | 16       | 17       |
| 51       | 18       | 19       | 20       | 21       | 22       | 23       | 24       |
| 52       | 25       | 26       | 27       | 28       | 29       | 30       | 31       |

## Ereignisse

### Politik und Weltgeschehen

#### Russisch-Litauischer Krieg
Die polnischen, litauischen und livländischen Gesandten, die sich am 27. Februar in Smolensk getroffen haben, finden sich am 5. März zu Friedensgesprächen in Moskau ein. Großfürst Iwan III. von Moskau besteht auf getrennten Verhandlungen und schließt am 28. März einen sechsjährigen Waffenstillstand mit der Polnisch-Litauischen Union. Das Großfürstentum Moskau gewinnt weite Gebiete im Nordosten und Osten. Das Verhandlungsergebnis mit Livland wird nach dem Herkommen in drei Einzelverträge gefasst und in Nowgorod im Juli unterzeichnet.

#### Italien
- 13. Februar: Bei Barletta in Süditalien findet das verabredete Duell von Barletta statt, bei dem 13 italienische Ritter über 13 französische Ritter siegen. Anlass ist eine herablassende Bemerkung des französischen Heerführers über die italienischen Kampftugenden.
- 28. April: In der Schlacht von Cerignola besiegt ein spanisch-italienisches Heer unter General Gonzalo Fernández de Córdoba y Aguilar und Condottiere Ettore Fieramosca die Franzosen.
- Nach dem Tod von Papst Alexander VI. am 18. August übernehmen zahlreiche entmachtete Stadtherren wieder die Herrschaft in den von Alexanders Sohn Cesare Borgia eroberten Gebieten, unter anderem in Perugia, Piombino, Città di Castello und Camerino.
- 1. September: Die verfeindeten Familien Borgia, Colonna und Orsini einigen sich darauf, bis zur Wahl eines neuen Papstes Rom zu verlassen.
- 3. Oktober: Nach der Wahl Pius’ III. kehrt Cesare Borgia nach Rom zurück und wird von seinen Feinden in der Engelsburg belagert.
- 29. Oktober: Cesare Borgia vereinbart mit Giuliano della Rovere, dass die treu zu den Borgias stehenden spanischen Kardinäle im Konklave für della Rovere stimmen sollen und er selbst im Gegenzug Herrscher in der Romagna und päpstlicher Heerführer bleiben wird. Nach seiner Wahl am 1. November bricht Julius II. jedoch sein Versprechen, entmachtet Cesare und nimmt die Romagna für den Kirchenstaat ein.
- 19. November: Cesare Borgia flieht nach Ostia.

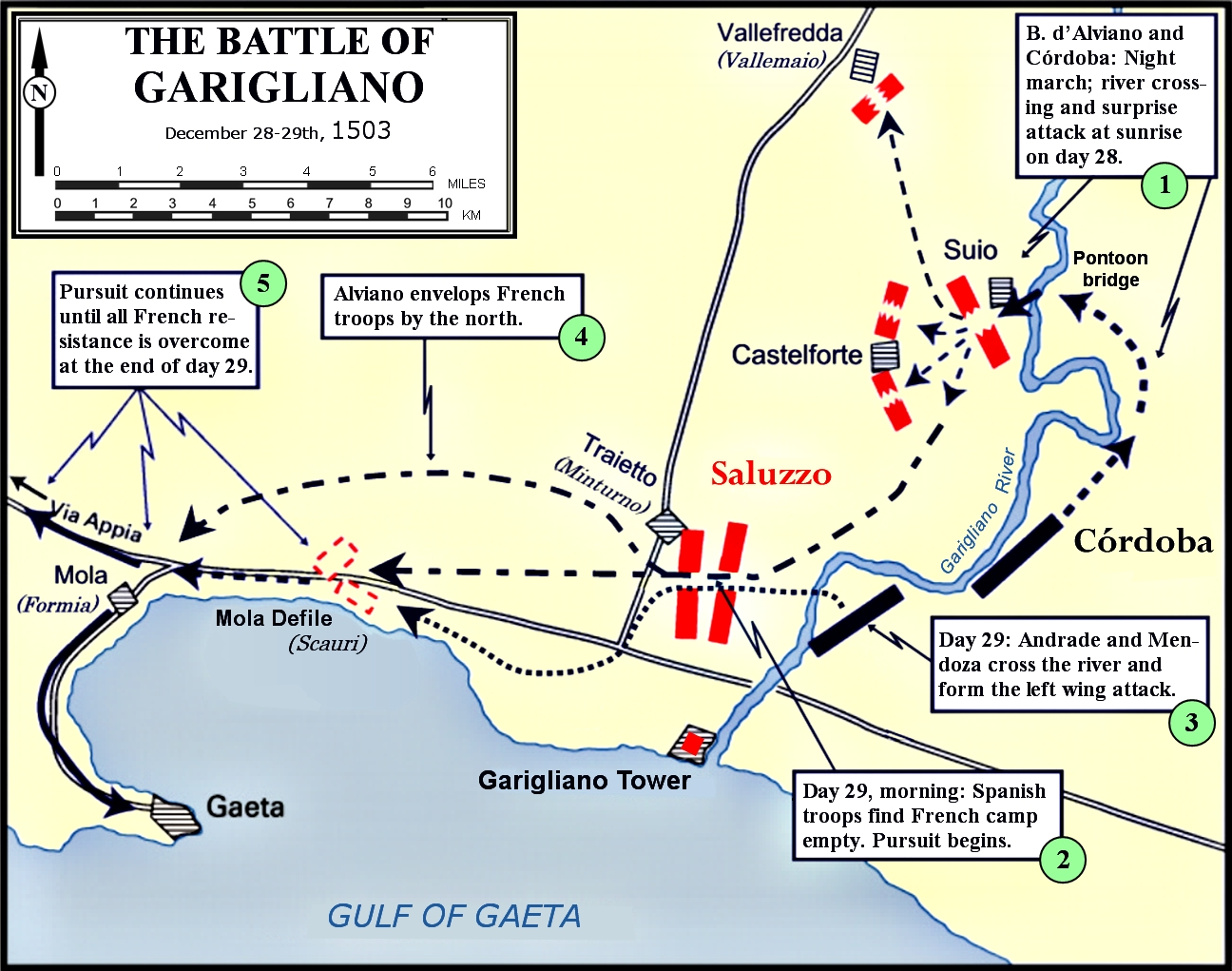
Schlacht am Garigliano 1503

- 29. Dezember: Nach der Schlacht am Garigliano vertreiben die Spanier unter Gonzalo Fernández de Córdoba y Aguilar mit Unterstützung italienischer Söldner die in Italien eingedrungenen Franzosen und bleiben unter Ferdinand II. Herren im Königreich Neapel.

#### Landshuter Erbfolgekrieg
- 1. Dezember: Der Tod des Herzogs Georg von Bayern-Landshut führt zum Landshuter Erbfolgekrieg. Der Verstorbene hat mangels männlichem Nachkommen seine Tochter Elisabeth zur Erbin bestimmt und deren Gatten Ruprecht von der Pfalz bereits die Burg Landshut übergeben, was dem Wittelsbacher Hausvertrag widerspricht. Das ruft Albrecht IV. als Herzog von Bayern-München auf den Plan.
- 13. Dezember: In Landshut findet ein Landtag statt, auf dem Ruprecht persönlich anwesend ist und Albrecht seine Ansprüche durch Gesandte geltend macht. Die niederbayerischen Landstände wenden sich daraufhin an das 1495 geschaffene Reichskammergericht. König Maximilian I. bestellt die Streitparteien für den 5. Februar 1504 zu einem Schiedsspruch in das Augsburger Rathaus.

#### Weitere Ereignisse im Heiligen Römischen Reich
- 9. Februar: Nach fast 47-jähriger Amtszeit stirbt Johann II. von Baden, Erzbischof und Kurfürst von Trier. Sein Großneffe Jakob II. von Baden, der schon seit zwei Jahren als Koadjutor mit dem Recht auf Nachfolge die Regierungsgeschäfte führt, wird gegen die Opposition eines nicht unbeträchtlichen Teils des Domkapitels sowie des Adels und der Landstände zu seinem Nachfolger gewählt.
- 20. Dezember: Nach dem Tod von Magnus II. regieren seine Söhne Heinrich V., Erich II. und Albrecht VII., sowie sein Bruder Balthasar das Herzogtum Mecklenburg zunächst gemeinschaftlich.

#### Entdeckungsreisen und Kolonien

##### Spanien

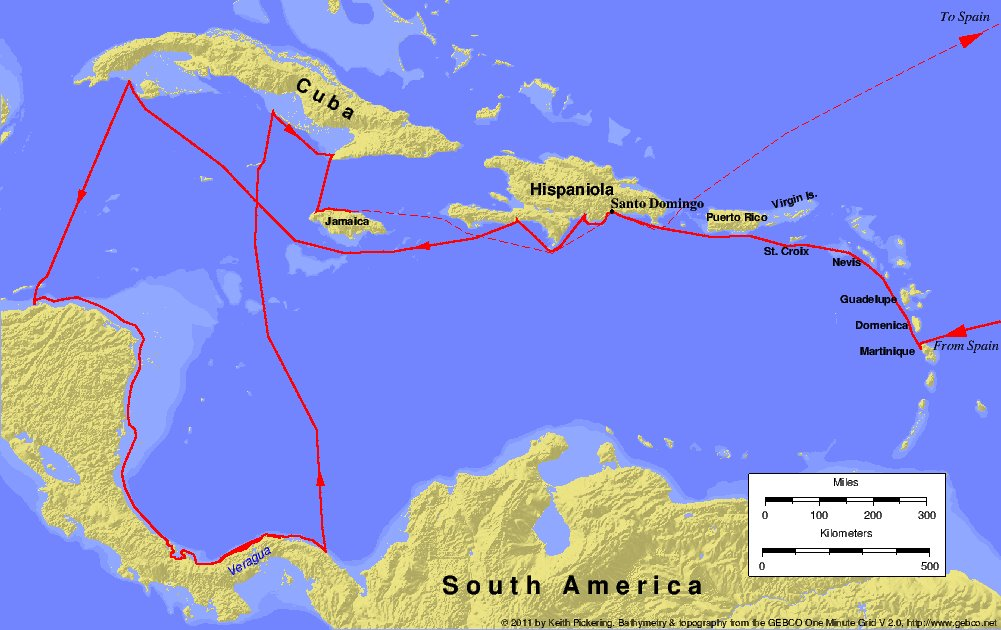
Kolumbus’ vierte Reise

- 20. Januar: Als Zentralbehörde für die entstehenden spanischen Kolonien in der „Neuen Welt“ und zur Überwachung des kastilischen Handelsmonopols mit den Kolonien wird die Casa de Contratación in Sevilla gegründet.
- 10. Mai: Christoph Kolumbus erreicht auf seiner vierten Reise die Kaimaninseln, denen er wegen zahlreich angetroffener Meeresschildkröten den Namen Las Tortugas gibt. Danach erleidet er vor Jamaika Schiffbruch, als die durch Zerstörungen durch den Schiffsbohrwurm betroffene Karavelle Vizcaína aufgegeben werden muss. 32 Männer unternehmen daraufhin mit zwei Kanus eine Reise über rund 400 Seemeilen nach Hispaniola, die nur zwei von ihnen überleben, darunter Kolumbus’ Schiffsschreiber und Vertrauter Diego Méndez. Gouverneur Nicolás de Ovando, dessen Beziehung zu Kolumbus von tiefer Feindschaft geprägt ist, unternimmt jedoch bis Ende des Jahres nichts, um den Gestrandeten zu helfen, die in der Zwischenzeit hauptsächlich durch den Handel mit den Eingeborenen überleben.
- Königin Isabella I. führt das Encomienda-System in den spanischen Kolonien in Lateinamerika ein. Dabei werden den Konquistadoren sehr große Landgüter mitsamt der darin lebenden indigenen Bevölkerung treuhänderisch übertragen.
- Juan de Bermúdez sichtet als erster Europäer die Insel Bermuda, ohne sie jedoch zu betreten.

##### Portugal
- 20. Mai: Der portugiesische Seefahrer Afonso de Albuquerque entdeckt im Südatlantik eine in Vergessenheit geratene Insel wieder, der er nun den Namen Assunção gibt, weil sie am Tag Christi Himmelfahrt gesichtet wurde. Sie ist unter dem ins Englische übersetzten Namen Ascension bekannt. Im gleichen Jahr entdeckt de Albuquerque auch die Churiya-Muriya-Inseln im Arabischen Meer wieder und gibt ihnen den bis heute in Europa gebräuchlichen Namen.
- Sansibar wird portugiesisch.

##### Frankreich
- Der Franzose Binot Paulmier de Gonneville bricht zu einer zweijährigen Entdeckungsreise auf der Suche nach der legendären Terra Australis auf.

### Wirtschaft
- 20. Januar: In Sevilla entsteht die den Handel mit den spanischen Kolonien regelnde Behörde Casa de Contratación.

### Wissenschaft und Technik

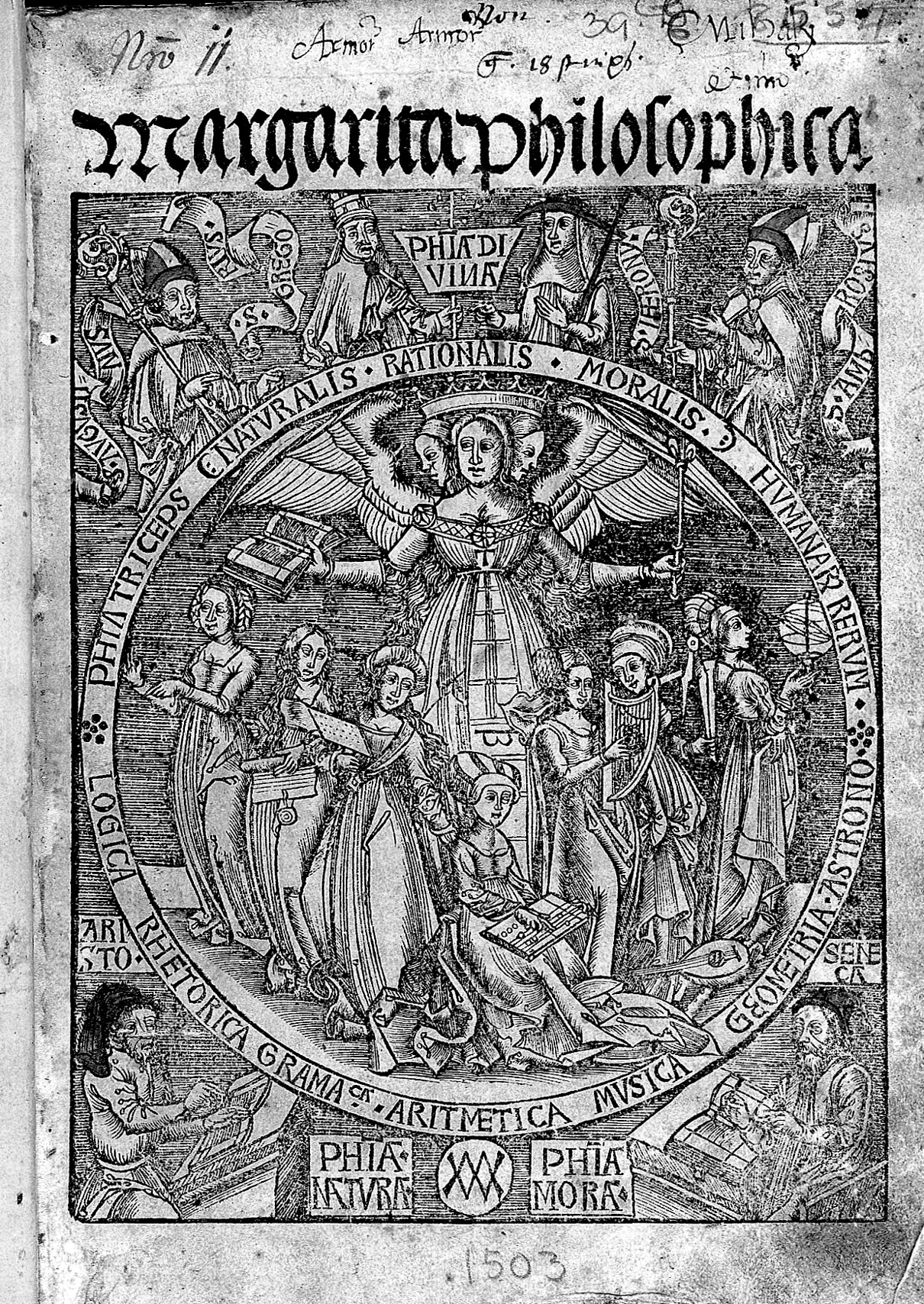
Titel-Holzschnitt der ersten Ausgabe

- Die 1489 bis 1496 entstandene Enzyklopädie Margarita Philosophica von Gregor Reisch wird in Freiburg durch den aus Straßburg stammenden Drucker Johann Schott erstmals gedruckt. Das Werk enthält als Universitas literarum das gesamte menschliche Wissen des späten Mittelalters. In zwölf Büchern werden die „Sieben Freien Künste“ behandelt sowie anschließend Prinzipien und Entstehung der Naturdinge, Physiologie, Psychologie und Moralphilosophie. Das Werk wird für 100 Jahre das am weitesten verbreitete Lehrbuch der Philosophie und des enzyklopädischen Wissens für das Studium der Artes liberales. Es gilt als die älteste gedruckte Enzyklopädie. Schon ab dem folgenden Jahr erscheinen zahlreiche Neuauflagen und Raubdrucke.

- Der Bologneser Ludovico de Varthema schließt sich in Damaskus einer Karawane nach Mekka und Medina an und beschreibt später in seinem Reisebericht (Itinerario) die Heiligen Stätten des Islam sehr detailliert und unvoreingenommen.

### Kultur

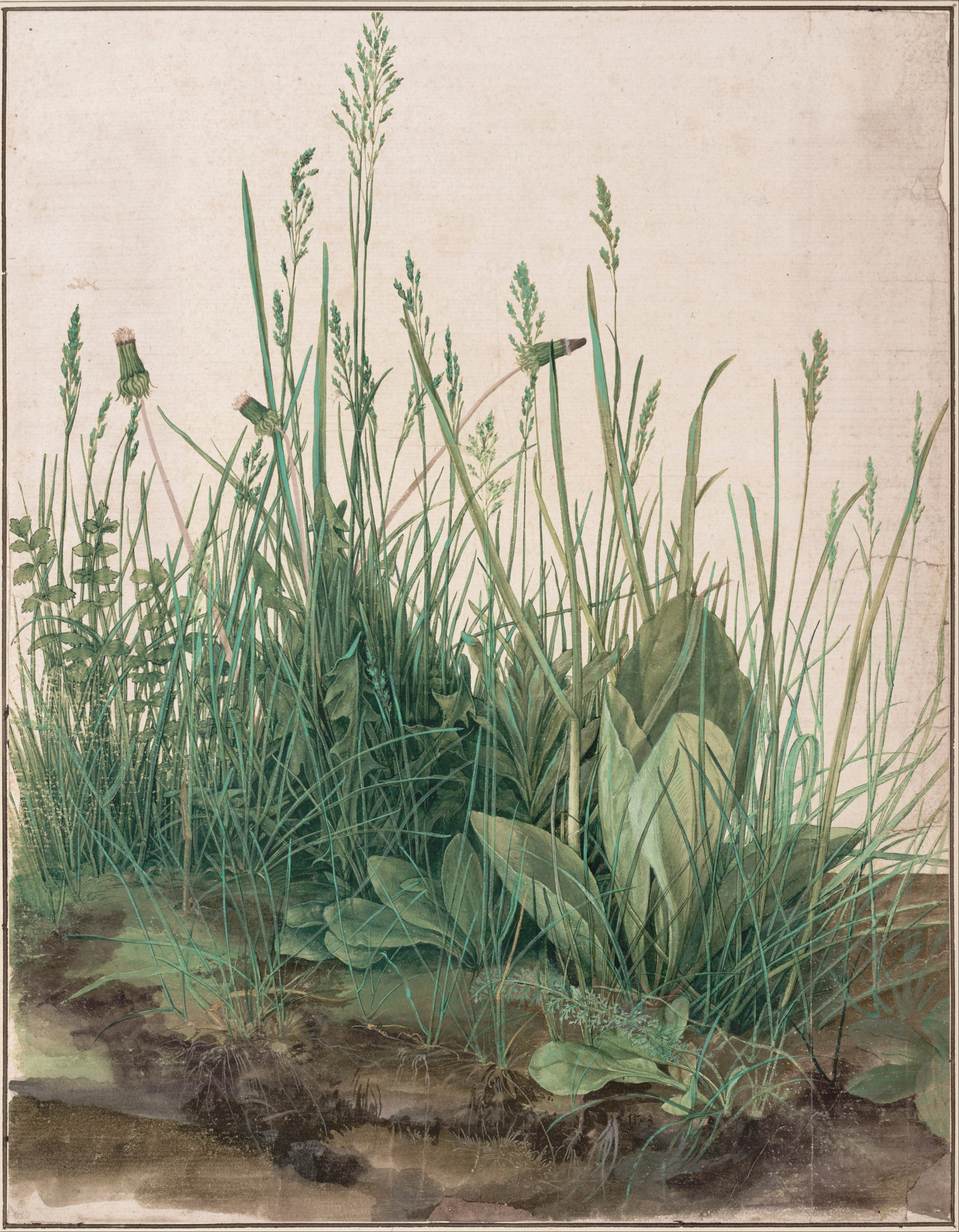
Das große Rasenstück

#### Bildende Kunst
- Albrecht Dürer malt das Aquarell Das große Rasenstück, seine einzig gesicherte reine Pflanzenstudie.
  - um 1503: Raffael vollendet die Werke Kreuzigung und Krönung Mariä.

#### Musik
- Erzherzog Philipp der Schöne von Kastilien reist mit seiner Grande Chapelle vom 4. November 1501 bis zum 8. November 1503 nach Spanien, Frankreich, Österreich und Deutschland. Bedeutende Musiker und Komponisten in dieser Hofkapelle, die ihn begleiten, sind Pierre de la Rue, Alexander Agricola, Marbriano de Orto, Antonius Divitis und Nicolas Champion.
- Jacob Obrecht komponiert für das Zusammentreffen der Hofkapellen Philipps des Schönen und Maximilians I. in Augsburg die Missa Maria zart. Es ist vermutlich Obrechts letzte komponierte Messe.
- Der Musikverleger Ottaviano dei Petrucci veröffentlicht einen Band mit Messen von Antoine Brumel, der sich um diese Zeit auf dem Höhepunkt seiner Bekanntheit befindet.
- Josquin Desprez  und Johannes Ghiselin, beide Mitglieder der Hofkapelle des französischen Königs Ludwig XII., werden zur Hofkapelle von Herzog Ercole I. d’Este nach Ferrara abgeworben.

### Gesellschaft

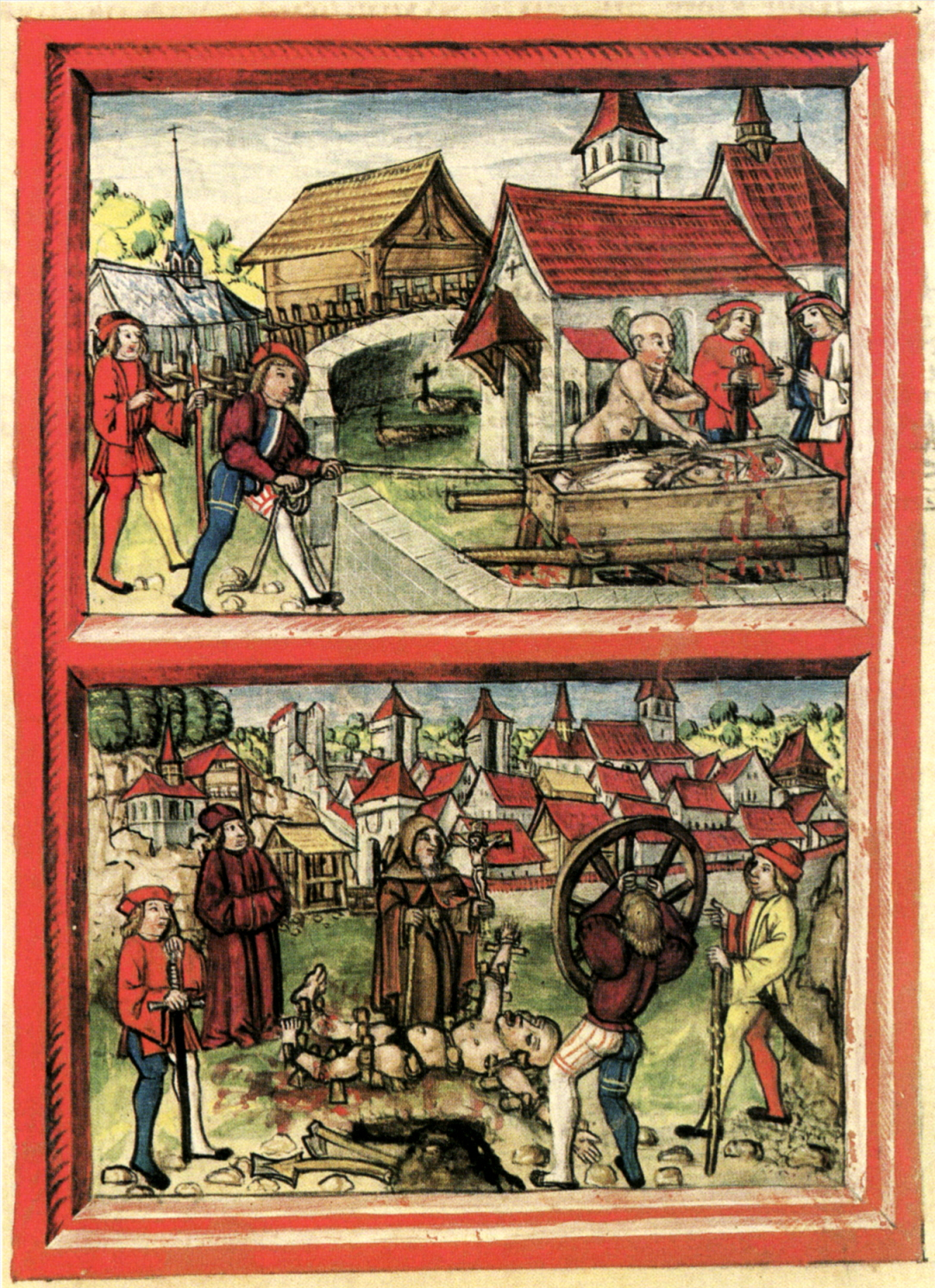
Bahrprobe und Hinrichtung von Hans Spiess (Chronik des Diebold Schilling)

Nach einer Bahrprobe, einer Form des Gottesurteils, wird der ehemalige Söldner Hans Spiess in Ettiswil wegen des Mordes an seiner Frau zum Tode verurteilt und durch Rädern hingerichtet.

### Religion

#### Christentum
Nach über zehnjährigem Pontifikat stirbt Papst Alexander VI. in Rom – vermutlich an Malaria. Um den Tod des Renaissancepapstes am 18. August ranken sich bald zahlreiche Mythen. Der Körper des Toten sei binnen kürzester Zeit unnatürlich aufgequollen, habe sich schwarz verfärbt und übelriechende Flüssigkeiten abgesondert, was von der Bevölkerung als Beweis für einen Giftmord angesehen wird. Außerdem sei die Seele des Nepoten sofort vom Teufel geholt worden.

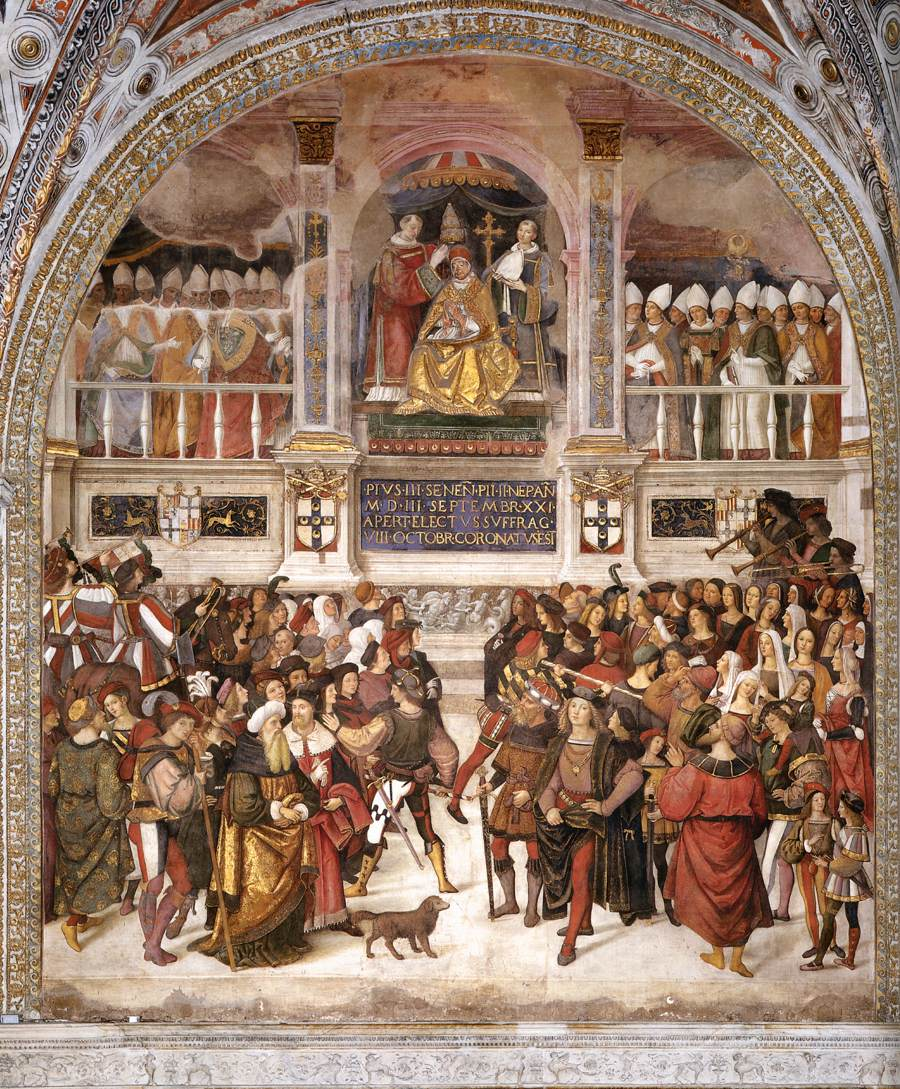
Pinturicchio:
Die Krönung Pius’ III.

Als seinen Nachfolger wählt das Konklave am 22. September Francesco Todeschini Piccolomini, der den Namen Pius III. annimmt. Schon nach 26 Tagen Amtszeit stirbt allerdings auch er am 18. Oktober. In einem nur einen Tag dauernden Konklave wird am 1. November Giuliano della Rovere zum Papst gewählt, der in den folgenden Jahren unter dem Namen Julius II. amtiert. Die Inthronisation erfolgt am 26. November. Der neue Papst, selbst durch vorherige Absprache auf den päpstlichen Thron gelangt, verbietet unter schweren Kirchenstrafen für die Zukunft den Erwerb des Papstthrones durch Simonie.

#### Buddhismus

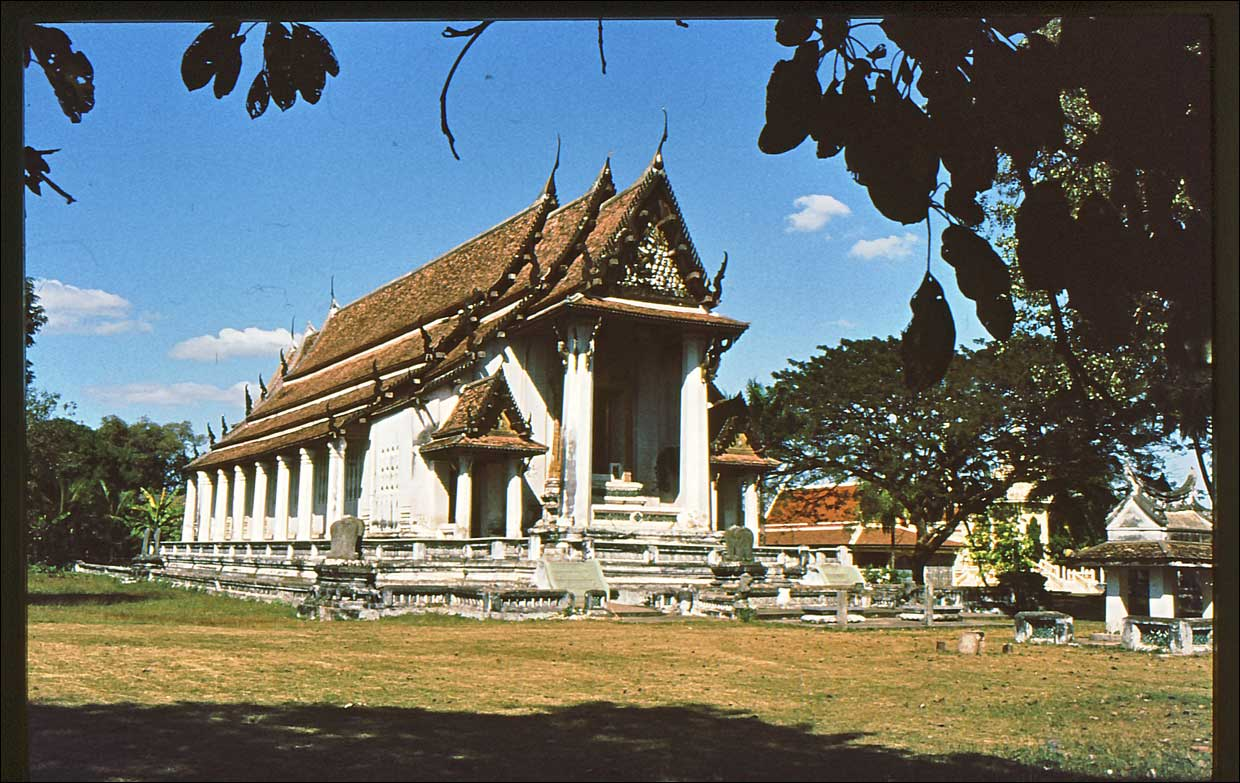
Ubosot des Wat Na Phra Men

Unter König Ramathibodi II. wird in Ayutthaya der Ubosot der buddhistischen Tempelanlage Wat Na Phra Men errichtet.

## Geboren

### Erstes Halbjahr

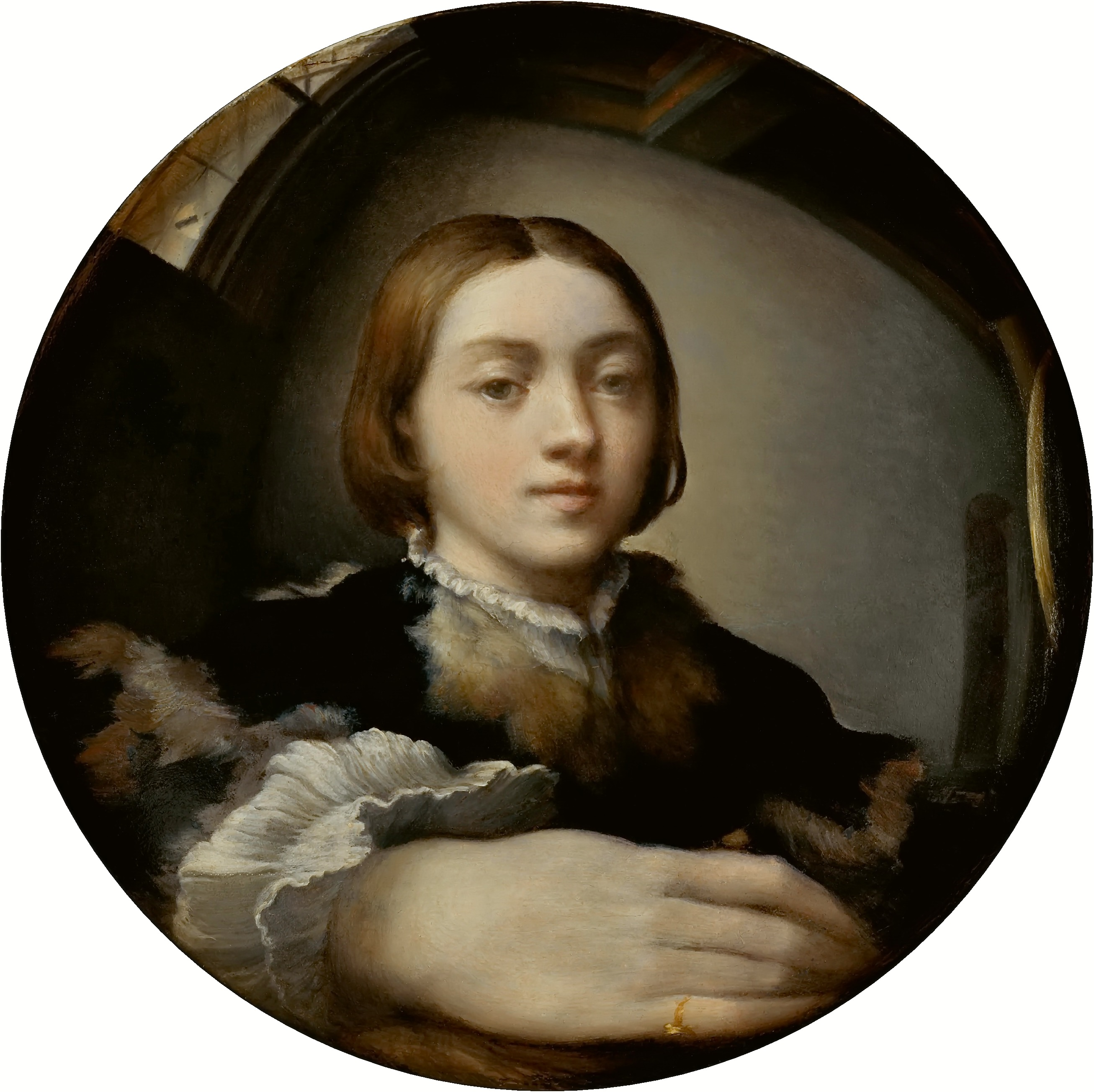
Parmiagianino: Selbstporträt im konvexen Spiegel, 1524

- 11. Januar: Parmigianino (Gerolano Francesco Maria Mazzola), italienischer Maler und Radierer († 1540)
- 18. Januar: Joachim, Herzog von Münsterberg und Oels, Graf von Glatz, Bischof von Brandenburg († 1562)
- 24. Februar: Johannes Gropper, deutscher katholischer Theologe, Jurist und Kirchenpolitiker († 1559)

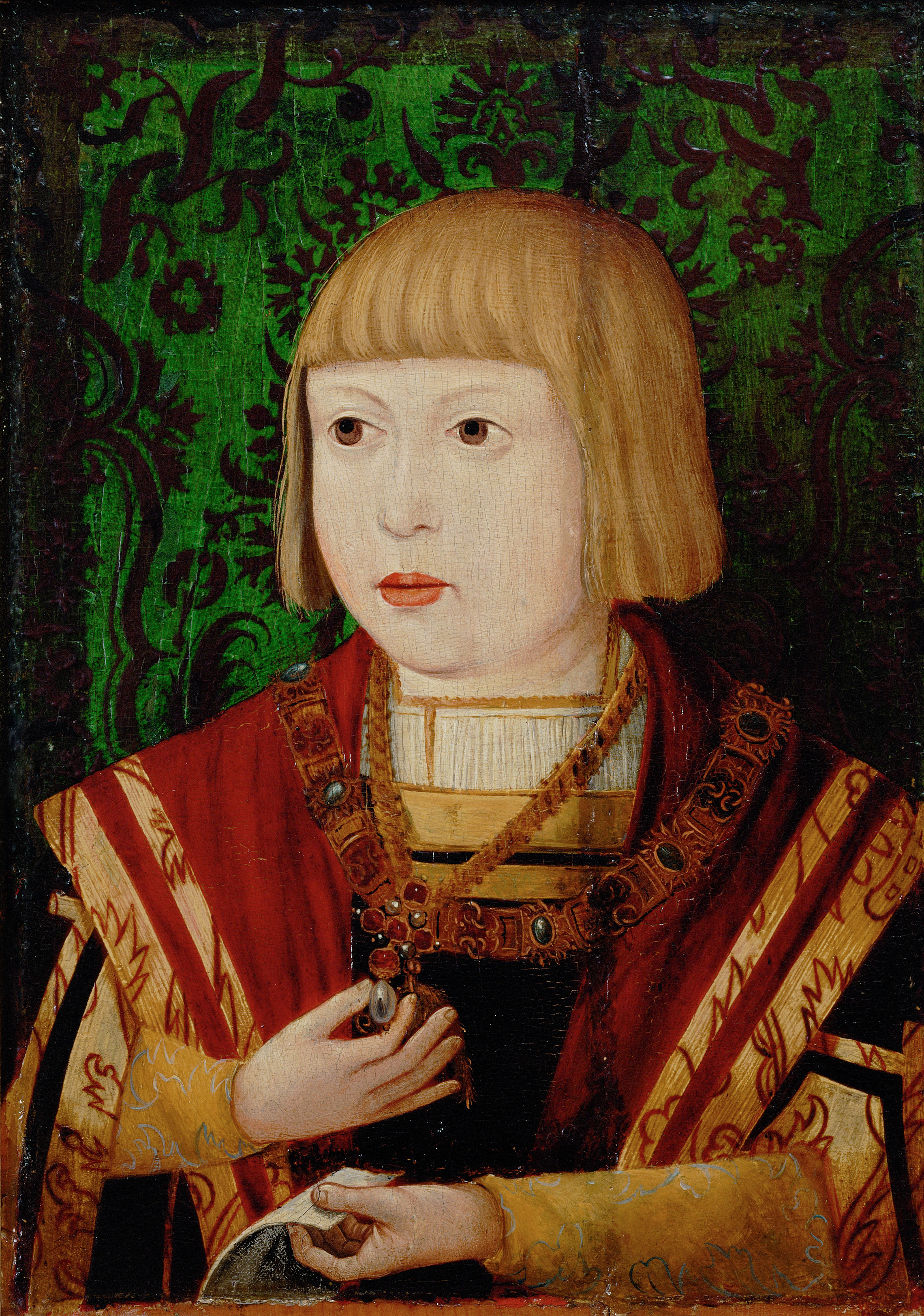
Ferdinand I. als Kind

- 10. März: Ferdinand I., Kaiser des Heiligen Römischen Reiches sowie Erzherzog von Österreich, König von Böhmen, Kroatien und Ungarn († 1564)
- 17. März: Niccolò Ardinghelli, italienischer Kardinal († 1547)
- 06. April: Jakob Micyllus, deutscher Humanist und Pädagoge († 1558)
- 18. April: Heinrich II., Titularkönig von Navarra († 1555)
- 30. April: Johann III. von Henneberg-Schleusingen, Fürstabt von Fulda († 1541)
- 01. Mai: Celio Secondo Curione, italienischer Gelehrter und Reformator († 1569)
- 01. Juni: Wilhelm von Grumbach, deutscher Ritter und Abenteurer († 1567)
- 09. Juni: Johann von Glauburg, Frankfurter Patrizier und Bürgermeister († 1571)
- 30. Juni: Johann Friedrich I., sächsischer Kurfürst und Herzog († 1554)

### Zweites Halbjahr
- 03. Juli: Franz Burchart, deutscher Gelehrter und Politiker († 1560)
- 16. Juli: Gumpert von Brandenburg-Ansbach-Kulmbach, Domherr in Bamberg und päpstlicher Gesandter († 1528)
- 23. Juli: Anna Jagiello von Böhmen und Ungarn, deutsche Adelige († 1547)
- 12. August: Christian III., König von Dänemark und Norwegen († 1559)
- 24. Oktober: Isabella von Portugal, als Ehefrau von Karl V. römisch-deutsche Königin und Königin von Spanien († 1539)
- 12. November: Philipp, Pfalzgraf und Herzog von Pfalz-Neuburg († 1548)
- 17. November: Agnolo Bronzino, italienischer Maler († 1572)
- 19. November: Pier Luigi Farnese, Herzog von Parma und Piacenza († 1547)

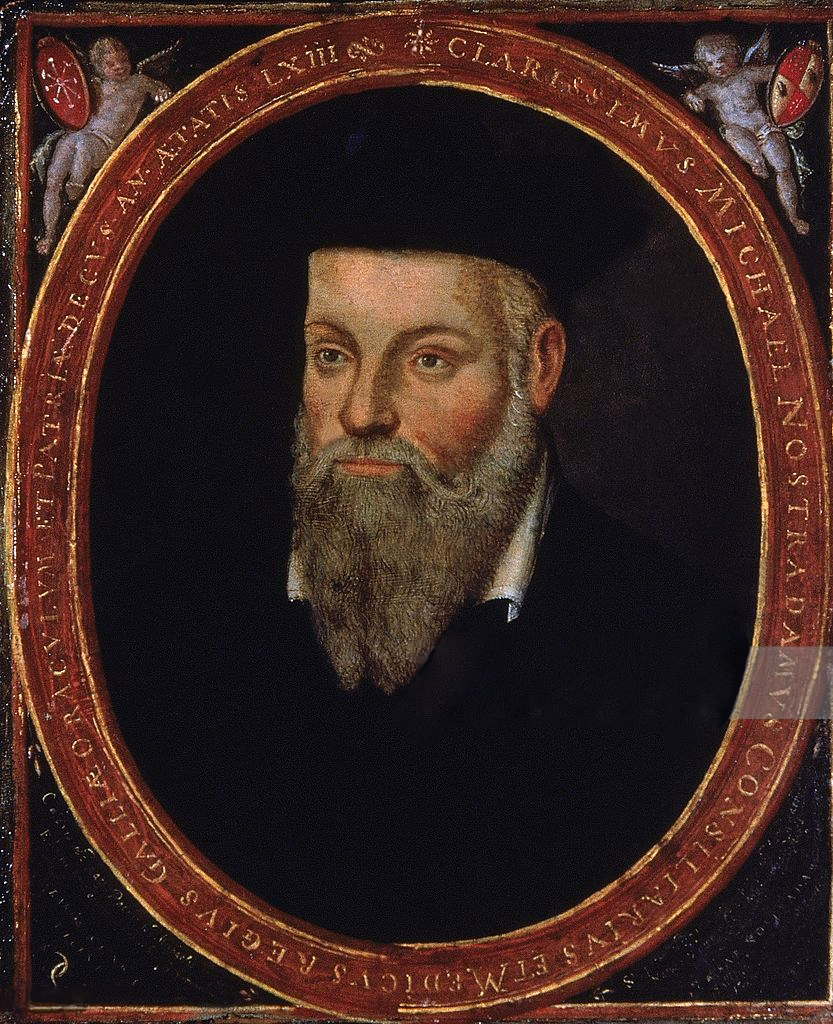
Michel de Nostredame

- 14. Dezember: Michel de Notre-Dame, französischer Arzt und Astrologe († 1566)

### Genaues Geburtsdatum unbekannt
- Bartolomé de Carranza, Erzbischof von Toledo († 1576)
- Elisabeth von Hessen, Herzogin von Zweibrücken und Pfalzgräfin von Simmern († 1563)
- Katharina Jagiellonica, Gräfin von Montfort († 1548)
- Aonio Paleario, italienischer Humanist, Rhetoriker und Reformator († 1570)

## Gestorben

### Januar bis April
- 18. Januar: Francesco Orsini, italienischer Condottiere, Herzog von Gravina, Herr von Nerola, Scandriglia, Montelibretti und anderen Lehen in Sabina (* 1455)
- 18. Januar: Paolo Orsini, italienischer Condottiere, Marchese von Atripalda und Herr von Mentana, Palombara Sabina und Selci (* 1450)
- 20. Januar: Ludmilla von Podiebrad, Herzogin von Liegnitz und Brieg (* 1456)
- vor dem 27. Januar: John Donne, walisischer Adliger, Beamter und Diplomat (* um 1430)
- vor dem 30. Januar: Simon Lainberger, Nürnberger Bildschnitzer

- 02. Februar: Martin Kabátník, tschechischer Reisender, Schriftsteller und Mitglied der Brüder-Unität (* 1428)
- 09. Februar: Johann II. von Baden, Erzbischof und Kurfürst von Trier (* 1434)

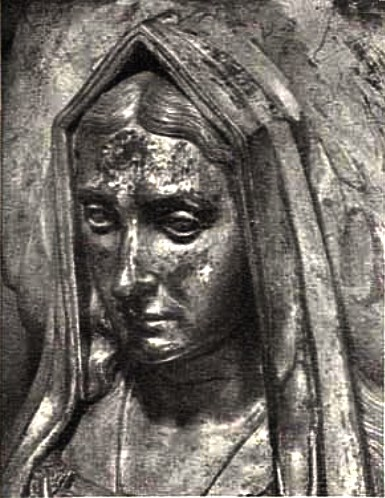
Grabmal der Elizabeth of York

- 11. Februar: Elizabeth of York, Königin von England (* 1466)
- 15. Februar: Henry Deane, Erzbischof von Canterbury (* 1440)
- 22. Februar: Giovanni Battista Orsini, italienischer Kardinal, Administrator des Erzbistums Tarent, Legat und Verwalter für die Romagna, Bologna und die Mark Ancona (* um 1450)

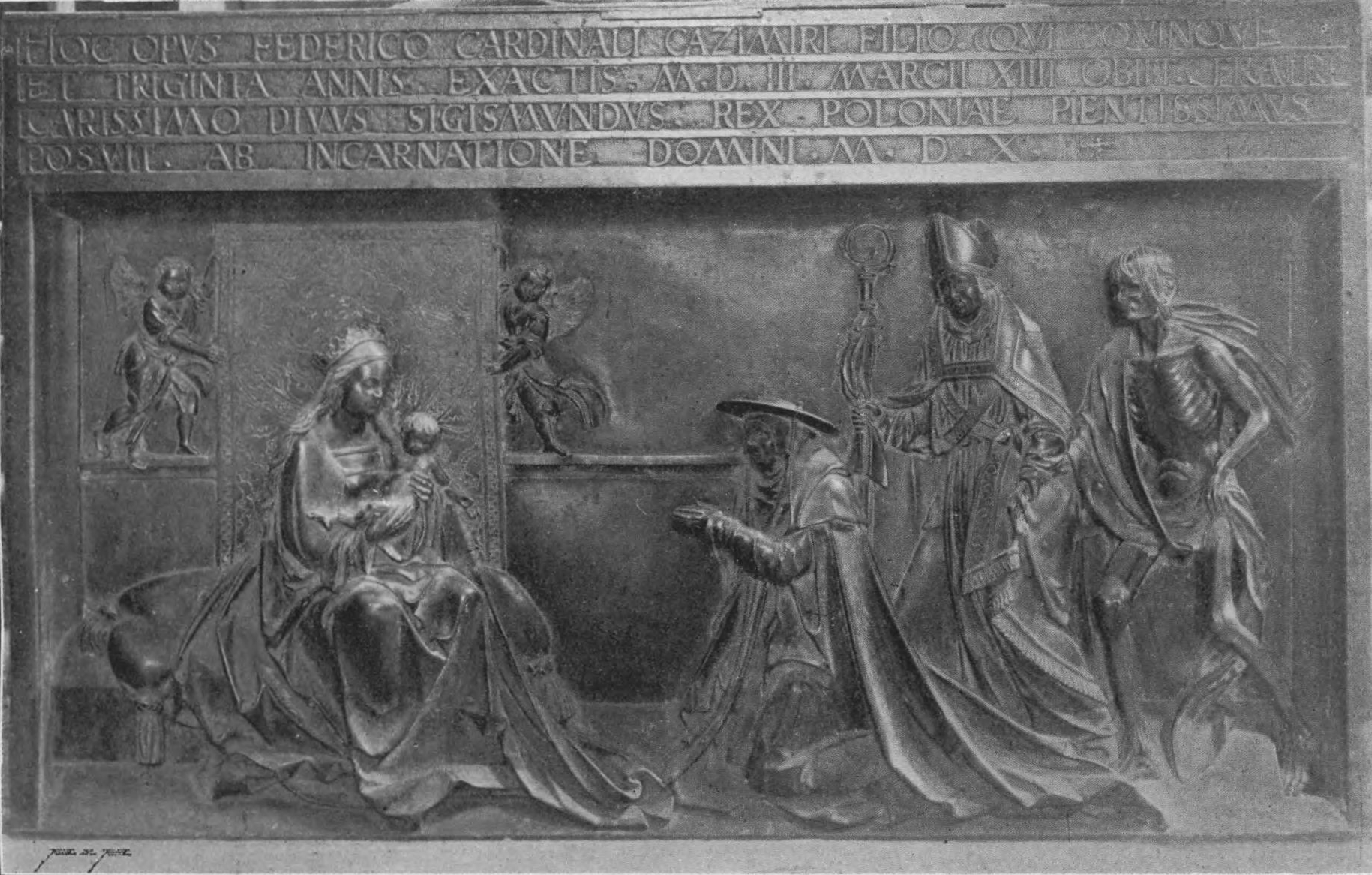
Grabplatte Friedrich Jagiellos

- 11. März: John Stewart, Earl of Mar, Sohn des Königs Jakob III. von Schottland (* 1479/80)
- 13. März: Friedrich Jagiello, Bischof von Krakau, Erzbischof von Gniezno sowie Primas von Polen-Litauen (* 1468)
- 24. März: Dorothea von Rieneck, Landgräfin von Leuchtenberg und Gräfin von Wertheim (* um 1440)

- 28. April: Louis d’Armagnac, französischer Adliger, Graf von Guise, Graf von Pardiac und Herzog von Nemours (* 1472)
- 28. April: Johannes Tolhopf, deutscher Humanist, Rektor an der Universität Ingolstadt und Domherr zu Regensburg (* 1429)

### Mai bis August
- 20. Mai: Lorenzo di Pierfrancesco de’ Medici, Florentiner Adeliger und Mäzen (* 1463)
- 31. Mai: Barbara Gonzaga, Herzogin von Württemberg (* 1455)

- 06. Juni: Andreas Proles, deutscher Theologe (* 1429)
- 24. Juni: Reginald Bray, englischer Adeliger und Politiker (* 1440)

- 01. Juli: Louis I. d’Amboise, Bischof von Albi (* vor 1462)
- 03. Juli: Pierre d’Aubusson, Großmeister des Johanniterordens (* 1423)
- 07. Juli: Wilhelm II., Herzog zu Braunschweig und Lüneburg, Fürst von Braunschweig-Wolfenbüttel und Fürst von Calenberg-Göttingen (* um 1425)
- 12. Juli: Sophie von Mecklenburg, Herzogin von Sachsen (* 1481)
- 24. Juli: Luise von Savoyen, französische Adelige und Nonne (* 1462)
- 24. Juli: Adolph Occo, deutscher Mediziner und Humanist (* 1446/47)
- 27. Juli: Johann von Dalberg, Bischof von Worms und Kanzler der Universität Heidelberg (* 1455)

- 01. August: Juan de Borja Lanzol de Romaní, Erzbischof von Monreale, Administrator von Olmütz, Bischof von Melfi, Bischof von Ferrara sowie Lateinischer Titularpatriarch von Konstantinopel (* 1446)
- 02. August: Kraft VI. von Hohenlohe-Waldenburg-Neuenstein, Domherr in Mainz und Speyer (* um 1445)
- 05. August: Wipert von Finsterlohe, Domherr in Speyer und Würzburg
- 12. August: Anna von Polen, Herzogin von Pommern (* 1476)

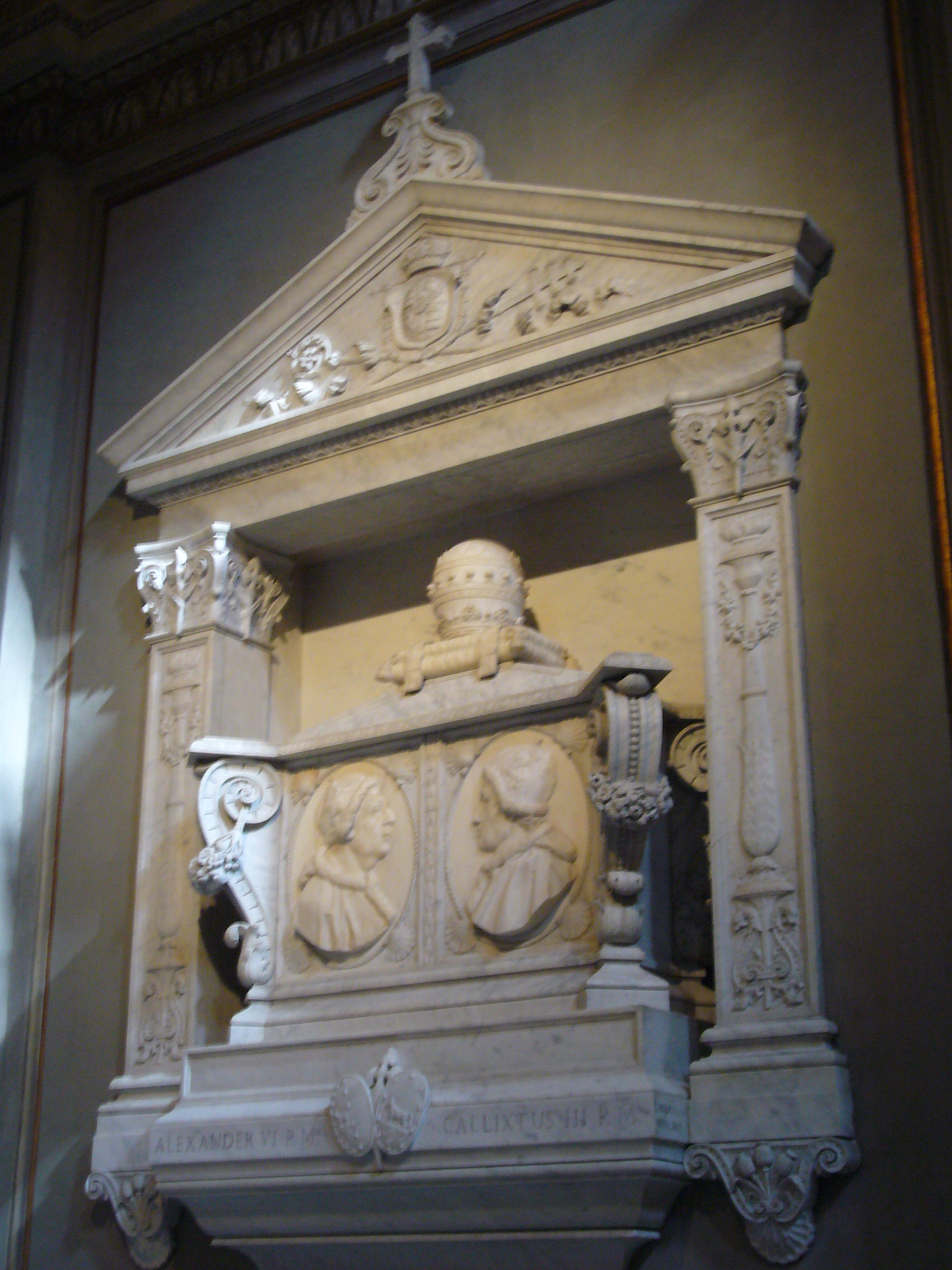
Grabmal Alexanders VI.

- 18. August: Roderic Llançol i de Borja, unter dem Namen Alexander VI. Papst (* 1431)
- 18. August: Gerolamo Pallavicini, Bischof von Novara (* um 1463)
- 18. August: Konrad Türst, eidgenössischer Wissenschaftler (* um 1450)
- 21. August: Gerardus de Harderwijck, deutscher Philosoph, Theologe und Hochschullehrer

### September bis Dezember
- 07. September: Veit I. Truchseß von Pommersfelden, Fürstbischof des Hochstiftes von Bamberg
- 09. September: Philipp, Markgraf von Hachberg-Sausenberg und Graf von Neuenburg (* 1454)
- 17. September: Giovanni Pontano, italienischer Poet und Humanist (* 1429)

- 02. Oktober: Martin Fuhrmann, deutscher Philologe, Theologe, Hochschullehrer und Gründer einer Stipendienstiftung (* um 1450)
- 10. Oktober: Pierre II. de Bourbon, Herzog von Bourbon (* 1438)

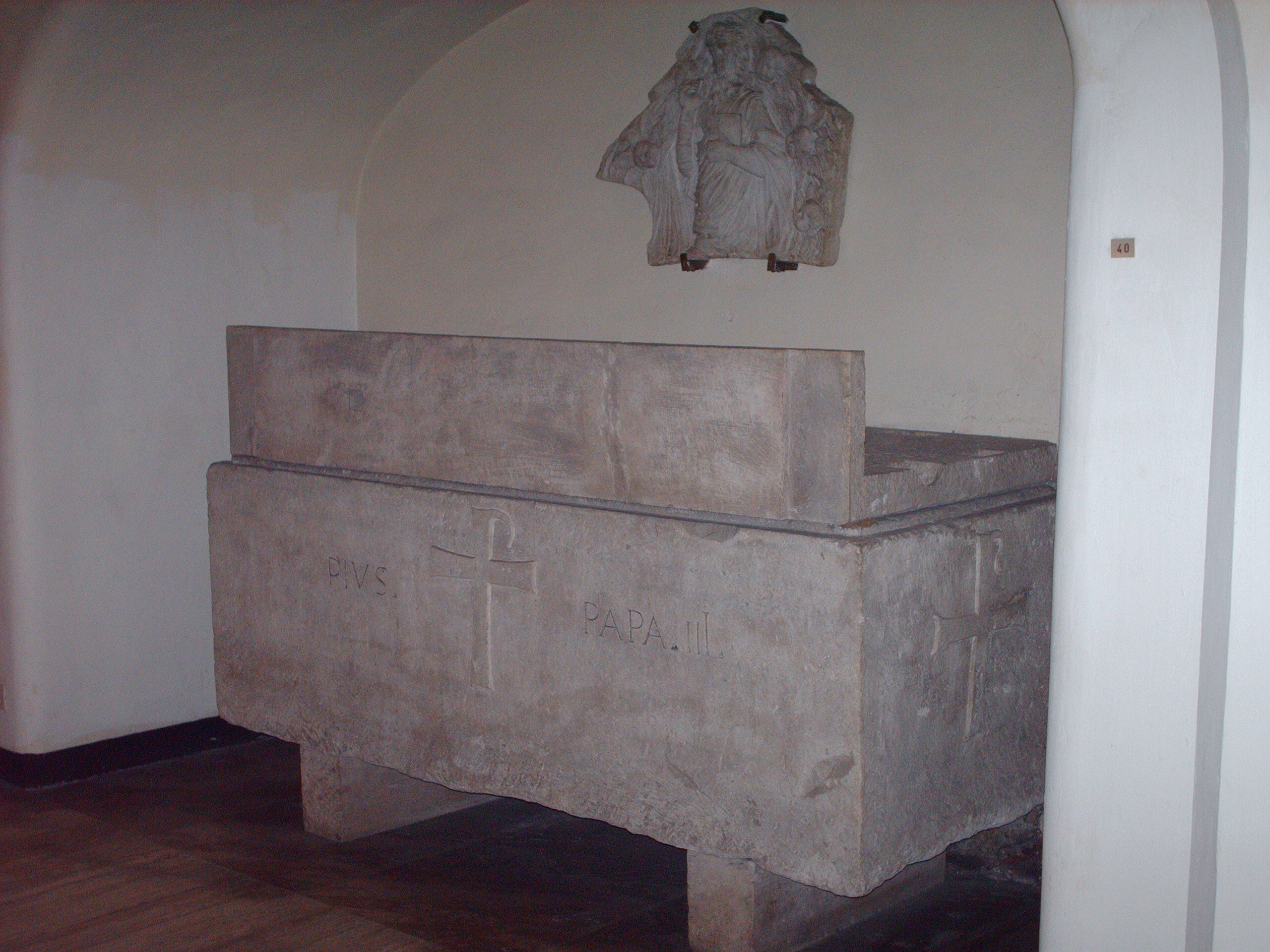
Grabmal Pius’ III.

- 18. Oktober: Francesco Todeschini Piccolomini, unter dem Namen Pius III. Papst (* 1439)
- 26. Oktober: Hans von Trotha, Marschall des pfälzischen Kurfürsten (* vor 1467)
- 28. Oktober: Konrad III., Herzog in Masowien, (Mit-)Fürst von Warschau, Czersk, Nur, Łomża, Liw, Różan, Ciechanów, Wyszogród und Zakroczym (* um 1448)
- 30. Oktober: Veit Vendt, Abt des Zisterzienserklosters in Ebrach

- 10. November: Israhel van Meckenem der Jüngere, deutscher Kupferstecher (* um 1445)
- 12. November: Albrecht V. Göler von Ravensburg, deutscher Adeliger, Vogt in Kreuznach (* 1444)
- 20. November: Magnus II., Herzog von Mecklenburg (* 1441)
- 23. November: Margareta von York, Herzogin von Burgund (* 1446)

- 01. Dezember: Georg der Reiche, Herzog von Bayern-Landshut (* 1455)
- 02. Dezember: Arnold Bodensen, deutscher Philosoph, Theologe und Hochschullehrer (* unbekannt)
- 05. Dezember: Johann Spender, Weihbischof in Köln (* 15. Jh.)
- 14. Dezember: Sten Sture der Ältere, Reichsverweser von Schweden (* um 1440)
- 21. Dezember: Adam von Podewils, Fürstlich Pommerscher Geheimer Rat, Amtshauptmann in Zanow und Belgard (* vor 1480)
- 24. Dezember: Konrad Loste, Bischof von Schwerin (* zw. 1416 und 1418)
- 28. Dezember: Piero di Lorenzo de’ Medici, „der Unglückliche“, Herrscher von Florenz und italienischer Söldner (* 1472)

### Genaues Todesdatum unbekannt
- Andrea Bregno, italienischer Bildhauer (* 1418)
- Andrés Gutiérrez de Cerezo, spanischer Humanist und Hochschullehrer (* 1459)
- Johann Erer, Bürgermeister der Reichsstadt Heilbronn
- Elias von Křenowitz, Priester und Bischof der Böhmischen Brüder
- Hans Nussdorf, Basler Baumeister (* um 1420)
- Sofia Palaiologa, Großfürstin von Moskau (* um 1448)
- Gentiflor Pfäffinger, Erbmarschall von Niederbayern (* vor 1442)
- Dietrich von Schachten, nordhessischer Adeliger und Ministeriale, Pilger ins Heilige Land (* um 1445)
- Hans Spiess, Schweizer Söldner
- Alvise Vivarini, venezianischer Maler (* um 1442)
- Ulrich von Weißpriach, österreichischer Adeliger, Landeshauptmann von Kärnten (* 1437)
- Felinus Sandeus, Kirchenjurist und Bischof von Lucca (* 1444)

## Sonstiges
Dieses Jahr diente als Namensvorlage für das Computerspiel Anno 1503.